# João Peixoto Alves
João Peixoto Alves (Soutelo, Vila Verde, 23 de maig de 1941) va ser un ciclista portuguès que va córrer professionalment entre 1962 i 1972. En el seu palmarès destaca els bons papers a la Volta a Portugal especialment amb el triomf de 1965.

## Palmarès
- 1962
  - Vencedor d'una etapa a la Volta a Portugal
- 1963
  - Vencedor de 2 etapes a la Volta a Portugal
- 1965
  - 1r a la Volta a Portugal i vencedor d'una etapa
- 1966
  - Vencedor de 2 etapes a la Volta a Portugal

### Resultats a la Volta a Espanya
- 1962. Abandona
- 1963. 50è de la classificació general
- 1965. Abandona